# Данилов, Алексей Александрович
Алексей Александрович Данилов (род. 2 апреля 1976, Череповец, Вологодская область) — российский хоккеист, защитник.

## Биография
Воспитанник череповецкого «Металлурга». С сезона 1992/93 стал играть за вторую команду. В сезоне 1994/95 дебютировал за «Северсталь» в МХЛ. Играл за команду до сезона 1999/2000. Дважды, в сезонах 1998/99 и 1999/2000 отдавался в аренду в «Салават Юлаев». Играл за клубы СКА Санкт-Петербург (2000/01 — 2001/02, 2004/05), «Металлург» Новокузнецк (2002/03), ЦСКА (2003/04), «Молот-Прикамье» Пермь (2005/06), «Амур» Владивосток (2006/07), Химик (2006/07 — 2007/08, 2009/10), «Рысь» Подольск/Можайск (2008/09 — 2009/10). В сезоне 2010/11 не играл. Затем выступал в чемпионате Казахстана за «Бейбарыс» Атырау (2011/12 — 2013/14), «Темиртау» (2016/17 — 2017/18), «Горняк» Рудный (2018/19), «Кулагер» Петропавловск (2018/19 — 2019/20), играл за «Тамбов» (ВХЛ-Б, 2014/15 — 2015/16).